# Museo Miho

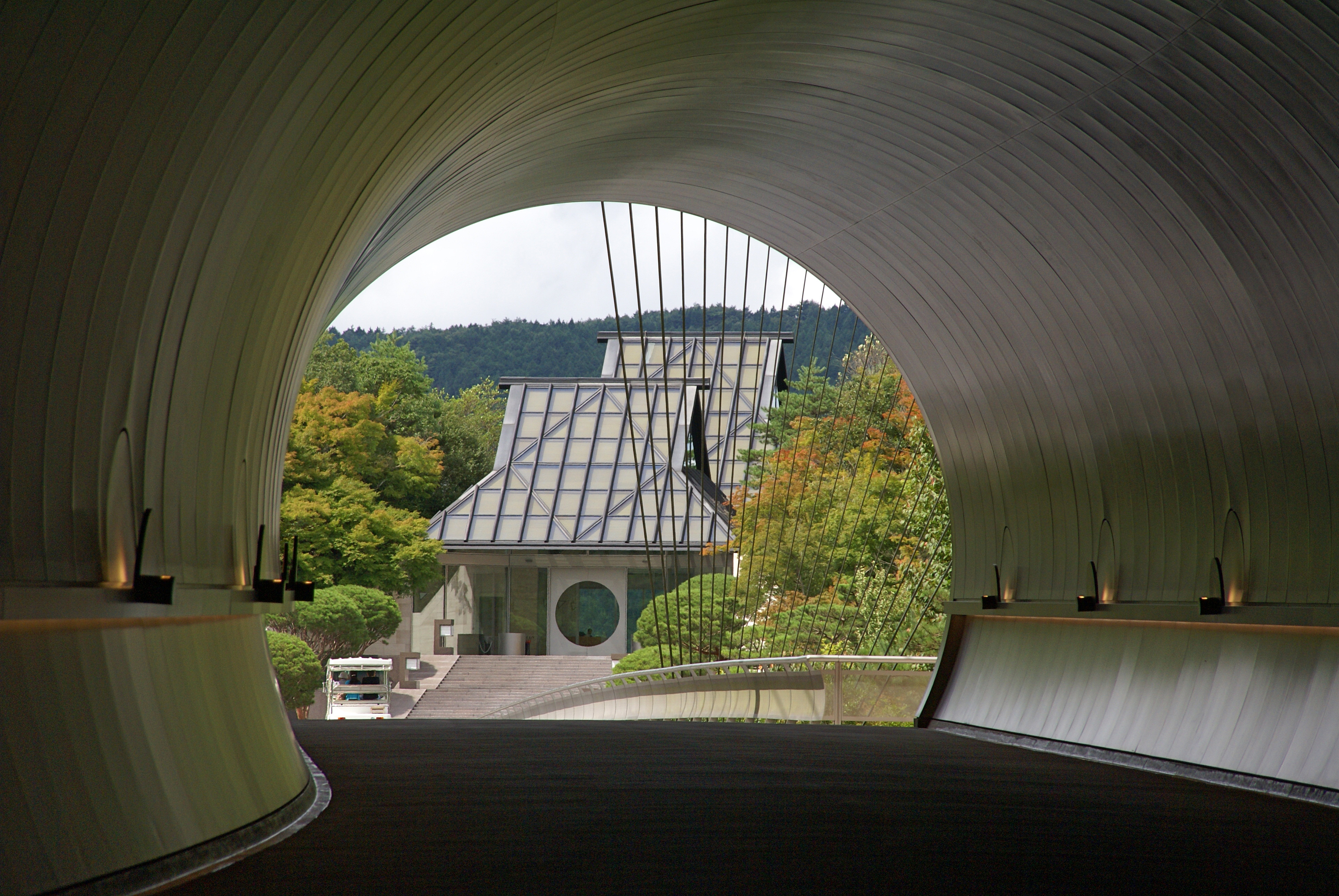
El Museo Miho en otoño

El Museo Miho es un museo situado al sudeste de Kioto (Japón), cerca de la localidad de Shigaraki, en la prefectura de Shiga. También es la sede del Shumeikai, un nuevo grupo religioso fundado por Mihoko Koyama.

## Historia
El museo era el sueño de Mihoko Koyama (que da nombre al museo), fundadora de la organización religiosa Shinji Shumeikai, que tiene en la actualidad unos trescientos mil miembros en todo el mundo. Además, en los años noventa Koyama encargó que el museo se construyera cerca del templo Shumei en las montañas Shiga.

## Colección

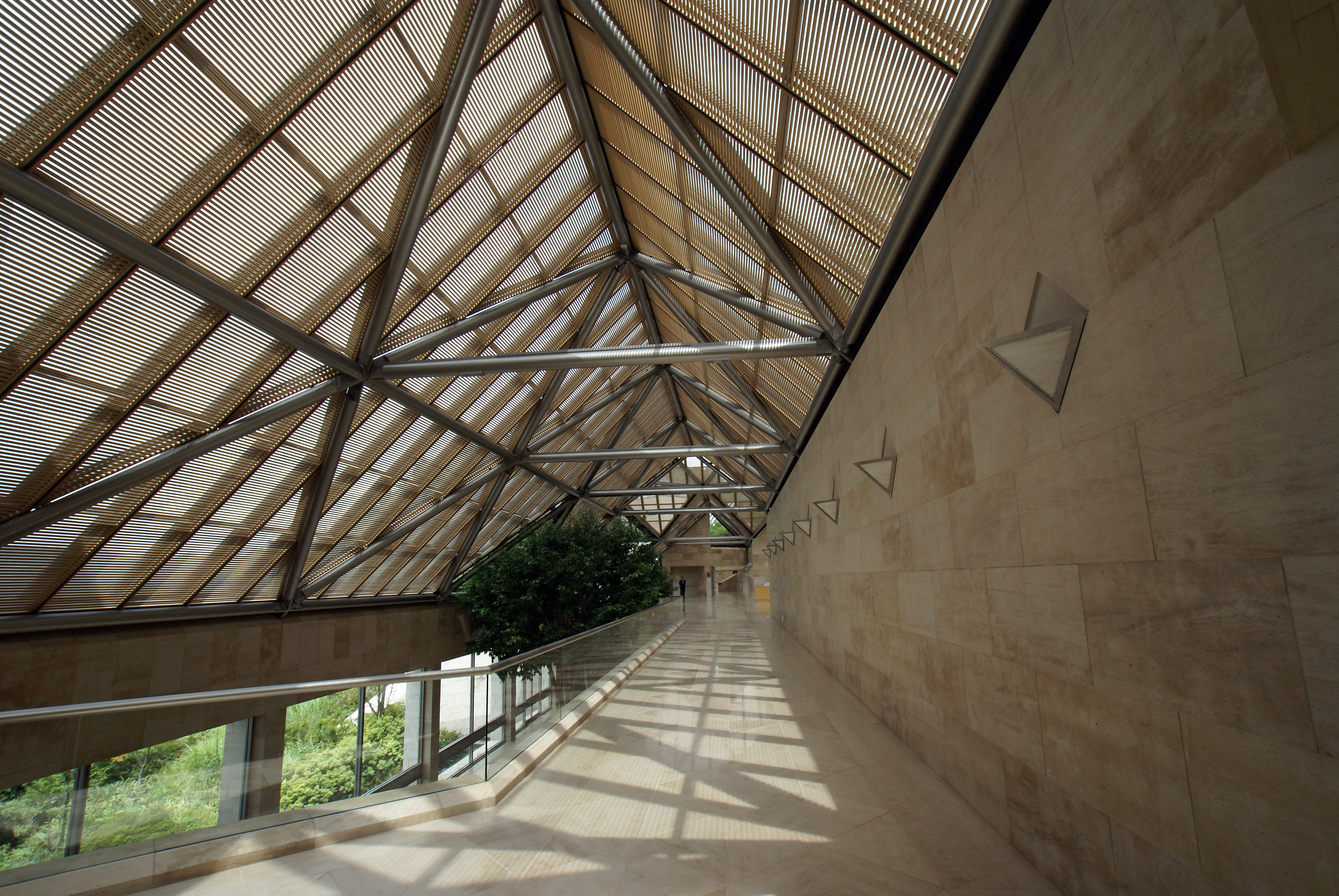
Interior del museo

El Museo Miho alberga la colección privada de antigüedades asiáticas y occidentales de Mihoko Koyama, adquirida en el mercado mundial por la organización Shumei en los años previos a la inauguración del museo en 1997. Aunque Koyama empezó a comprar vasos de gres de la ceremonia del té en los años cincuenta, la mayor parte de las adquisiciones del museo se hicieron en los años ochenta. Hay más de dos mil piezas en la colección permanente, de las cuales unas doscientos cincuenta están expuestas en un momento dado. Entre los objetos de la colección hay más de mil doscientos que parecen haber sido producidos en la Asia Central aqueménida. Algunos estudiosos han afirmado que estos objetos forman parte del tesoro del Oxus, perdido poco después de su descubrimiento en 1877 y redescubierto en Afganistán en 1993. Sin embargo, se ha puesto en duda que las adquisiciones de Miho y el material del Museo Británico se hallaran en el mismo lugar.
Muchos de los objetos de la colección fueron adquiridos en colaboración con el comerciante de arte Noriyoshi Horiuchi en el transcurso de solo seis años, y algunos tienen una proveniencia desconocida o dudosa. En 2001, el museo admitió que una estatua del siglo vi de un Boddhisatva de su colección era la misma escultura que había sido robada de un jardín público en la provincia de Shandong (China) en 1994.
Lo más destacado de la colección se ha presentado en exposiciones itinerantes en el Museo de Arte del Condado de Los Ángeles y el Museo Metropolitano de Arte en 1996, así como en el Museo de Historia del Arte de Viena en 1999.

## Arquitectura

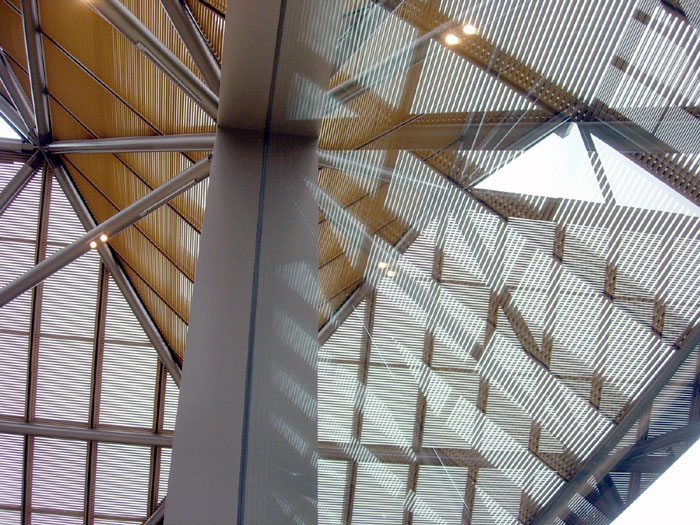
Interior del museo

Mihoko Koyama y su hija, Hiroko Koyama, encargaron al arquitecto I. M. Pei que diseñara el Museo Miho. El diseño de I. M. Pei está realizado en un paisaje montañoso y boscoso. Aproximadamente tres cuartos de los 17 400 m² del edificio están situados por debajo del nivel del suelo, excavados en la cima de una montaña rocosa. La cubierta es una gran construcción de vidrio y acero, mientras que las paredes exteriores e interiores y el suelo están hechos de una caliza cálida de color beige procedente de Francia, el mismo material usado por Pei en el vestíbulo del Louvre. El ingeniero estructural del proyecto fue Leslie E. Robertson Associates.
Pei continuó haciendo cambios al diseño de las galerías durante la construcción dado que se comparon nuevas piezas para la colección. Pei había diseñado anteriormente el campanario de Misono, la sede internacional y el centro espiritual de la organización Shumei. El campanario se puede ver desde las ventanas del museo.